# Acontias litoralis
Acontias litoralis — вид сцинкоподібних ящірок родини сцинкових (Scincidae). Ендемік Південно-Африканської Республіки.

## Поширення і екологія
Acontias litoralis мешкають у вузькій прибережній смузі шириною приблизно 30 км на північному заході ПАР, в Північнокапській і Західнокапській провінціях. Вони живуть на піщаних дюнах, місцями порослих рослинністю, на висоті до 100 м над рівнем моря. Віддають перевагу опалому листю під чагарниками Ruschia crassisepala, їх щільність там становить приблизно 22 особини/га.